# Ioana Valentina Boitor
Ioana Valentina Boitor (n. 1989, Satu Mare, România) este un fotomodel român. Ea urmat cursurile liceului „Mihai Eminescu” din Satu Mare. Ioana este aleasă în anul 2006 Miss România și ajunge pe locul doi la concursul de frumusețe internațional Miss World. Locul întâi fiind ocupat de Taťána Kuchařová din Cehia.